# Warren Farrell
Œuvres principales
- Le mythe de la domination masculine (1993)
- L'homme libéré (1974)
- Pourquoi les hommes gagnent plus ? (2005)

Warren Thomas Farrell est un auteur, sociologue et activiste américain s'intéressant aux problématiques du sexisme, de la condition féminine et de la condition masculine.
Initialement féministe et membre de la National Organization for Women (NOW), Warren Farrell a quitté le mouvement dans les années 70 et s'est progressivement consacré à la promotion de problématiques liées à la condition masculine, au couple et à la famille en général au travers d'une série de livres mêlant sociologie, psychologie et économie.
Il s'est aussi impliqué en politique aux États-Unis dans le cadre des élections présidentielles de 2016.

## Biographie

### Jeunesse et éducation
Warren Farrell est né le 26 juin 1943 à New York d'un père comptable et d'une mère femme au foyer. Il est l'ainé de trois enfants et a grandi dans le New Jersey. Warren Farrell a suivi ses cours de lycée à l'American School of The Hague puis au lycée Midland Park jusqu'en 1961.
Warell Farrell obtint une licence en Sciences Sociales de la Montclair State University en 1965. Dans le cadre de ses études universitaires, Warren Farrell était vice-président de la Student-National Education Association.
En 1966 Warren Farrel a obtenu un Master en Sciences Politiques de l'UCLA et en 1974 il a soutenu sa thèse de Sciences Politiques à la New York University. En sus de son travail de thèse, il a servi d'assistant au président de la New York University.

### Carrière d'enseignement
Warren Farrell a enseigné dans un cadre universitaire pour des cours de psychologie, condition féminine, sociologie, sciences politiques et problématiques de genre et de parentalité. Ces cours ont pris place dans plusieurs universités américaines dont l'Université de Californie, l'Université de Georgetown et le Brooklyn College.

### Combat féministe

#### Rôle au sein du NOW

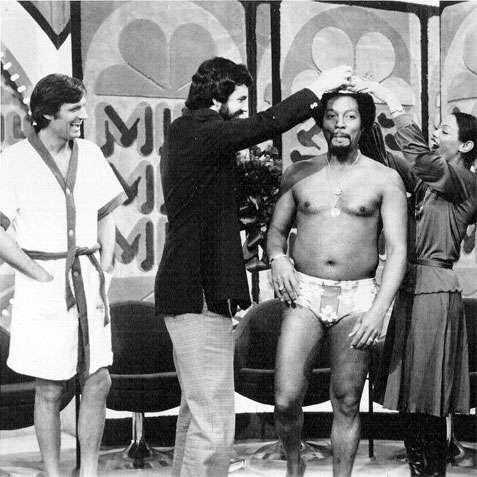
Dr. Warren Farrell au Mike Douglas Show, vers 1976

Warren Farrell a fait partie du groupe féministe National Organization for Women (NOW) à la fin des années 60 et au début des années 70. Il a été élu à trois reprises au bureau du mouvement. En particulier, Warren Farrell a organisé dans le cadre du NOW des présentations et sessions pratiques pour renverser les rôles entre hommes et femmes, dénonçant ainsi les préjugés sur leurs rôles respectifs.

#### Rupture avec le mouvement féministe
Warren Farrell prend ses distances avec le NOW et le mouvement féministe à la fin des années 70, en raison de désaccords idéologiques sur la notion de la place du père et sur la question de l'inceste. Le discours féministe qu'il tient le rend progressivement mal à l'aise : "Lorsque les femmes critiquaient les hommes, je parlais de 'perspicacité'... Lorsque les hommes critiquaient les femmes, je parlais de 'sexisme' et de 'rejet'. (...) Je ne poussais pas à l'égalité mais à l'opportunisme !".

### Extension des études de genre aux hommes
À travers ses livres, Warren Farrell s'intéresse aux problématiques :
- De la famille et notamment aux conséquences de l'absence du père dans le cadre de l'éducation des enfants[4].
- Du monde du travail, notamment la valorisation du travail[5] et les inégalités salariales.
- Du rôle de l'homme, dont il questionne les stéréotypes[6].
- De la condition masculine et du féminisme.

Ses livres, en particulier Le mythe de la domination masculine, obtiennent un certain succès en librairie selon Jack Fereday: "Il y a vingt ans, aux États-Unis, The Myth of Male Power a fait l’effet d’une bombe dans les librairies américaines, catapultant son auteur, Warren Farell, vers une célébrité teintée de controverse.".

### Autres activités
- Warren Farrell a proposé la création d'un comité rattaché à la Maison Blanche pour l'amélioration de la condition masculine en réponse à la création du White House Council on Women and Girls en 2009[8]. Dans le cadre de ce comité, il suggère de mettre l'accent sur l'éducation, l'emploi, la paternité et la santé (physique et psychique)[9].
- Dans le cadre des primaires à l'élection présidentielle américaine de 2016, il s'est fait porte parole de la condition masculine auprès des candidats[10].
- Warren Farrell est interviewé par Cassie Jaye dans le documentaire The Red Pill, réalisé en 2016, qui porte sur les mouvements masculinistes.

## Œuvres
- L'homme libéré (The Liberated Man) - New York: Berkley Books.  (ISBN 0-425-13680-9). (1974)
- Pourquoi les hommes sont ce qu'ils sont : la dynamique homme-femme (Why Men Are The Way They Are: The Male-Female Dynamic) - New York: Berkley Books.  (ISBN 0-425-11094-X). (1988)
- Le mythe de la domination masculine (The Myth of Male Power: Why Men Are The Disposable Sex) - New York: Berkley Books.  (ISBN 0-425-18144-8). (1993)
- La réunion du père et de l'enfant (Father and Child Reunion: How to Bring the Dads We Need to the Children We Love) - New York: Jeremy P. Tarcher Inc.  (ISBN 1-58542-075-1). (2001)
- Pourquoi les hommes gagnent plus ? (Why Men Earn More: The Startling Truth Behind The Pay Gap—And What Women Can Do About It) - New York, N.Y: American Management Association.  (ISBN 0-8144-7210-9). (2005)
- Le féminisme discrimine-t-il les hommes ? (Does Feminism Discriminate Against Men?: A Debate) - W. Farrell, J.P. Sterba et S. Svoboda - Oxford [Oxfordshire]: Oxford University Press.  (ISBN 0-19-531283-X). (2008)
- La crise des garçons (The Boy crisis) - BenBella Press (2018)

## Réception critique
La réception des ouvrages de Warren Farrell a souvent suscité le débat. Le livre Le mythe de la domination masculine, en particulier, obtenant des critiques mitigées : le Washington Post ou le journal britannique The Independent suggérant par exemple que Warren Farrell se complait dans l'accusation plutôt que l'analyse ("Farrell, however, just like some of his female opposite numbers, prefers accusation to self-examination.").